# كاثلين أوبراين
كاثلين أوبراين (بالإنجليزية: Kathleen O'Brien)‏ هي فنانة قصص مصورة ورسامة كارتون أسترالية، ولدت في 18 أكتوبر 1914 في ماكاي في أستراليا، وتوفيت في 8 مايو 1991 في Hazelbrook, New South Wales ‏ في أستراليا.